# Desmond Dreyer
Sir Desmond Parry Dreyer, GCB, CBE, DSC, DL, JP (* 6. April 1910 in Warwick, Warwickshire; † 15. Mai 2003 in Winchester, Hampshire) war ein britischer Seeoffizier und zuletzt Admiral, der unter anderem zwischen 1962 und 1965 Oberkommandierender der Fernostflotte (Far Eastern Fleet) sowie von 1965 bis 1967 Zweiter Seelord war. Er bekleidete zwischen 1973 und 1980 im Königlichen Haushalt (Royal Household) das Ehrenamt des Gentleman Usher to the Sword of State.

## Leben

### Ausbildung zum Seeoffizier, Sieg über dieAdmiral Graf Spee1939 und Zweiter Weltkrieg

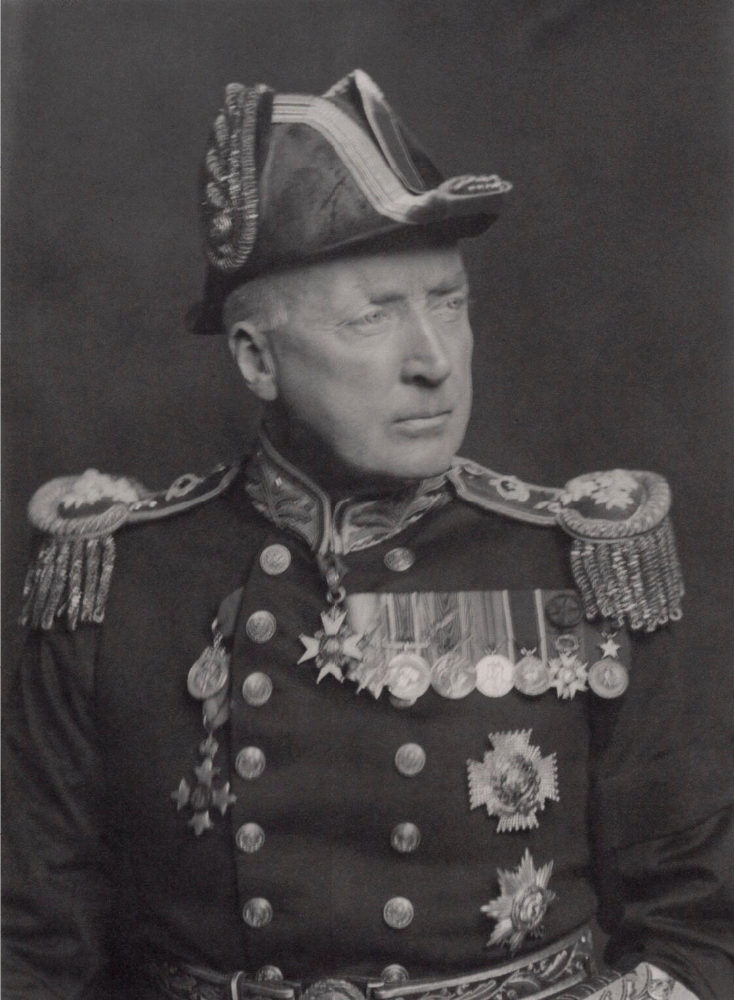
Desmond Dreyer war ein Sohn von Admiral Sir Frederic Charles Dreyer.

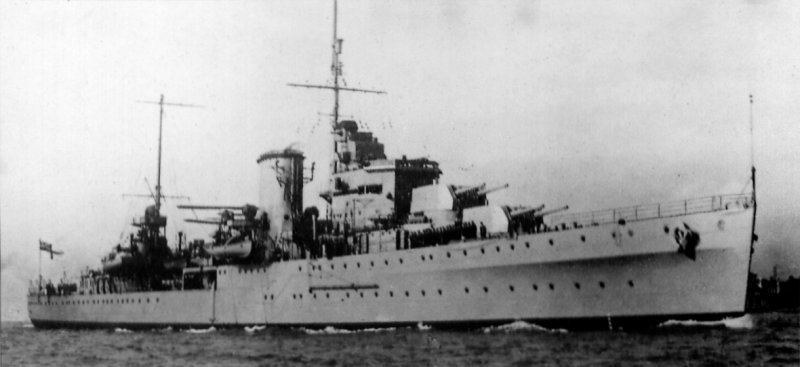
Als Artillerieoffizier diente Dreyer auf dem Leichten Kreuzer Ajax, der am 13. Dezember 1939 das deutsche Panzerschiff Admiral Graf Spee besiegte.

Desmond Parry Dreyer, Sohn des Seeoffiziers und späteren Admirals Frederic Charles Dreyer (1878–1956) und dessen Ehefrau Una Maria Hallett (1876–1959), begann nach dem Schulbesuch 1924 als Dreizehnjähriger als Seekadett seine Ausbildung zum Seeoffizier auf dem Schulschiff Britannia, dem Britannia Royal Naval College in Dartmouth. 1927 wurde er zum Midshipman und qualifizierte sich nach verschiedenen Verwendungen als Seeoffizier wie bereits sein Vater 1936 als Geschützoffizier. Als Artillerieoffizier wurde er 1937 auf den Leichten Kreuzer Ajax, dem Flaggschiff des Kreuzergeschwaders, versetzt, das am 13. Dezember 1939 das deutsche Panzerschiff Admiral Graf Spee besiegte und für seine Verdienste während dieser sogenannten Schlacht am Río de la Plata das Distinguished Service Cross (DSC) erhielt. Die großen Überwasser-Kriegsschiffe der Kriegsmarine im Jahr 1939 waren nur ein Bruchteil der Kaiserlichen Marine im Jahr 1914, doch als Handelsräuber und nicht als einzelne Schlachtflotte verursachten sie größere Störungen. Und nur drei britische Kriegsschiffe konnten die drei 12.200-Tonnen-Panzerschiffe der Deutschland-Klasse mit ihrer Höchstgeschwindigkeit von 28 Knoten und sechs 11-Zoll-Kanonen sowohl einholen als auch überholen. Kapitän zur See Hans Langsdorff brachte die Graf Spee zwei Wochen vor dem Krieg in den Mittelatlantik. Sie versenkte ihr erstes Opfer am 30. September 1939. Die Jagdgruppe Force G als Südamerika-Division der Royal Navy bestand aus zwei Schweren und zwei leichten Kreuzern. Die Cumberland, ein Schwerer Kreuzer, wurde auf den Falklandinseln repariert und ließ Commodore Henry Harwood auf der Ajax – und auf der Dreyer „Guns“ (Geschützoffizier) war –, den neuseeländischen Leichten Kreuzer Achilles und den Schweren Kreuzer Exeter zurück.
Harwood platzierte seine drei Schiffe am 12. Dezember 1939 150 Meilen vor der Mündung des Río de la Plata. Am nächsten Tag, als die HMS Exeter eine Rauchsäule untersuchte, signalisierte sie: „Ich denke, es ist ein Taschenschlachtschiff.“ Ungeachtet der Tatsache, dass er stark unterlegen war, befahl Harwood der HMS Exeter mit ihren sechs 8-Zoll-Kanonen, von Süden anzugreifen, und die HMS Ajax und HMNZS Achilles mit jeweils acht 6-Zoll-Kanonen von Osten. Die Kreuzer waren schneller als ihr einziger Feind und konnten seine Aufmerksamkeit teilen sowie den Fall des intensiven Schießens des anderen beobachten. Langsdorff konzentrierte seine schweren Geschütze auf seinen stärksten Gegner, die HMS Exeter, während er seine acht sekundären 5,9-Zoller auf das leichtere Paar einsetzte. Die zerschmetterte HMS Exeter zog sich zu den Falklandinseln zurück. Die HMS Ajax verlor zwei ihrer vier Türme durch eine einzige Explosion, erzielte aber mehrere der 20 Treffer gegen die Deutschen. Die HMNZS Achilles wurde leicht beschädigt, aber das Paar folgte der angeschlagenen, aber voll funktionsfähigen Graf Spee, als sie zum neutralen Montevideo aufbrach und Fernsalven mit ihren Schatten austauschte. Beide Seiten spielten nun auf Zeit, die Deutschen, um Reparaturen abzuschließen und sich mit Berlin zu beraten, die Briten, um Verstärkung anzufordern. Das Drama wurde durch Live-Radiosendungen aus Montevideo angeheizt. Nur die HMS Cumberland war bis zum 17. Dezember eingetroffen, als Langsdorff seine Kampfflaggen hisste und den Hafen verließ. Tausende säumten das Ufer für die Auflösung. Knapp außerhalb der Drei-Meilen-Grenze erschütterte die Admiral Graf Spee eine Reihe von Explosionen. Nachdem Adolf Hitler die Möglichkeit einer Internierung verweigerte, sah Langsdorff keine Alternative zu einem selbstmörderischen Widerstand gegen angeblich überwältigende Chancen, als sich zu versenken. Anschließend erschoss er sich. Als Hitlers erster militärischer Rückschlag war das Ende der Admiral Graf Spee ein enorm wichtiger psychologischer Sieg und wurde in Großbritannien mit allgemeinem Jubel begrüßt.
1940 wurde Dreyer Artillerieoffizier in einem Flugabwehrkreuzergeschwader (Anti-aircraft Cruiser Squadron) und nahm auf dem Leichten Kreuzer Coventry daraufhin am Norwegenfeldzug teil. Nach einem Jahr im Stab der Heimatflotte (Home Fleet) wurde er 1941 erst Artillerieoffizier auf dem Schlachtschiff King George V sowie 1942 auf dem Schlachtschiff Duke of York und nahm an der Operation Torch teil, den Landungen in Französisch-Nordafrika im November 1942. Die letzten beiden Kriegsjahre fand er von 1943 bis 1945 Verwendung in der Artillerieabteilung der Admiralität.

### Nachkriegszeit

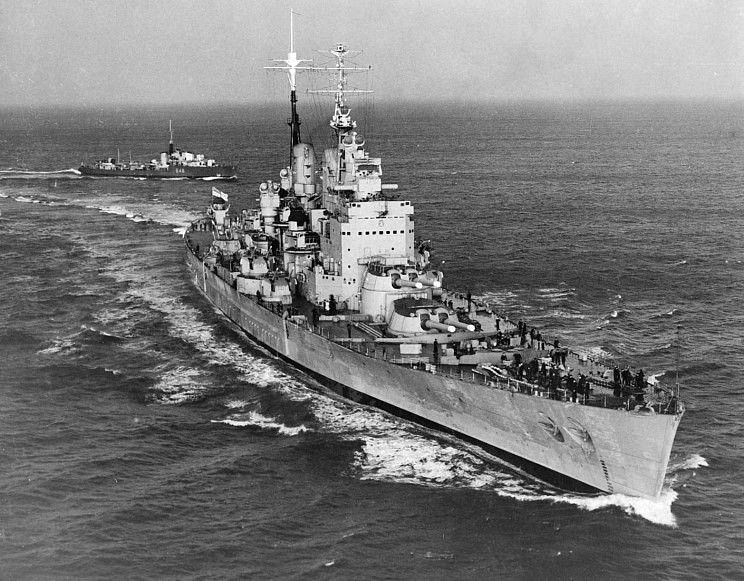
Nach dem Zweiten Weltkrieg war Desmond Dreyer Stellvertretender Kommandant (Executive Officer) auf der HMS Vanguard, die erst 1944 vom Stapel lief und damit bis heute das letzte gebaute Schlachtschiff der Welt ist.

Nach dem Zweiten Weltkrieg war Desmond Dreyer Stellvertretender Kommandant (Executive Officer) auf der HMS Vanguard, die erst 1944 vom Stapel lief und damit bis heute das letzte gebaute Schlachtschiff der Welt ist. Im Juli 1949 wurde er als Kapitän zur See (Captain) erst stellvertretender Leiter der Artillerieabteilung (Deputy Director of Naval Ordnance) im Marinestab und bekleidete diese Funktion bis September 1952. Im Anschluss fungierte er auf dem Zerstörer HMS Saintes zwischen Juli 1953 und April 1955 als Kommandeur des 3. Zerstörergeschwaders (3rd Destroyer Squadron). Im September 1955 wurde er als Kommodore (Commodore) Chef des Stabes von Admiral Sir Guy Grantham, dem Oberkommandierenden der Mittelmeerflotte (Mediterranean Fleet), und behielt diese Position bis Juli 1957. Für seine Verdienste während der Sueskrise (29. Oktober 1956 bis März 1957) wurde er 1957 zum Commander des Order of the British Empire (CBE) ernannt.
Im Februar 1958 wurde Dreyer als Konteradmiral (Rear-Admiral) Assistierender Chef des Marinestabes (Assistant Chief of the Naval Staff) und verblieb auf diesem Posten bis November 1959. Im Anschluss kehrte er im Januar 1960 zur Mittelmeerflotte zurück und fungierte bis April 1961 als Kommandeur der dortigen Zerstörerverbände (Commander Mediterranean Fleet Destroyers). Aufgrund seiner Verdienste wurde er 1960 auch Companion des Order of the Bath (CB). Im Mai 1961 übernahm er als Vizeadmiral (Vice-Admiral) den Posten als Kommandeur der Marinefliegerverbände der Heimatflotte (Flag Officer, Air (Home Fleet)) und bekleidete diesen bis Oktober 1962. Im November 1962 erfolgte als Nachfolger von Vizeadmiral David Luce seine Ernennung zum Oberkommandierenden der Fernostflotte (Far Eastern Fleet) und hatte diese Position bis Januar 1965 inne, woraufhin Vizeadmiral Frank Twiss seine Nachfolge antrat. Für seine Verdienste in Personalunion als Oberbefehlshaber der Seestreitkräfte des Commonwealth of Nations im Fernen Osten während der „Konfrontation“ von Malaysia mit Indonesien, der sogenannten Konfrontasi, wurde er am 1. Januar 1963 zum Knight Commander des militärischen Zweiges des Order of the Bath (KCB) geschlagen und führte seither den Namenszusatz „Sir“.

### Aufstieg zum Admiral undGentleman Usher to the Sword of State
Im April 1965 wurde Dreyer Admiral und löste Admiral Sir Royston Wright als Zweiter Seelord und Chef des Marinepersonals (Second Sea Lord and Chief of Naval Personnel) ab und verblieb in dieser Funktion bis Januar 1967, woraufhin Admiral Peter Hill-Norton ihn ablöste. Er fungierte zwischen 1965 und 1968 auch als Hauptmarineadjutant (First and Principal Naval Aide-de-Camp) von Queen Elisabeth II. Wegen der Entscheidung der Labour Party-Regierung von Premierminister Harold Wilson auf Flugzeugträger zu verzichten, bot er wie andere Mitglied des Admiralitätsausschusses seinen Rücktritt. Der Erste Seelord, Admiral Sir David Luce, verfügte jedoch, dass dessen eigener Rücktritt ausreichen würde. Daraufhin wurde Dreyer im Januar 1967 der erste Chefberater des Verteidigungsministeriums für Personal und Logistik. Zugleich wurde er am 1. Januar 1967 zum Knight Grand Cross des militärischen Zweiges des Order of the Bath (GCB) erhoben. 1968 schied er aus dem aktiven Militärdienst aus und trat in den Ruhestand.
Im Ruhestand diente Sir Desmond Dreyer mehreren Mittlerorganisation und Wohltätigkeitsorganisationen sowie Ehrenposten als Friedensrichter JP (Justice of the Peace) sowie als Deputy Lieutenant (DL) in der Grafschaft Hampshire. Des Weiteren war er zwischen 1970 und 1971 Vorsitzender des Royal Navy Club of 1765 & 1785, der 1889 vereinigt wurde. Am 26. Oktober 1973 wurde er als Nachfolger von General Sir William Gurdon Stirling Gentleman Usher to the Sword of State. Dieses Ehrenamt, bei dem er bei offiziellen Anlässen vor der Königin das Staatsschwert (Sword of State) der britischen Kronjuwelen trägt, bekleidete er bis zum 7. April 1980. Daraufhin übernahm Air Chief Marshal Sir John Barraclough dieses Ehrenamt des Königlichen Haushalts (Royal Household).
Dreyer heiratete 1934 in erster Ehe die 1958 verstorbene Elizabeth Chilton. Aus dieser Ehe gingen ein Sohn und eine Tochter hervor. 1959 heiratete er in zweiter Ehe Marjorie Whiteley, die 1997 starb.